# Adelina Lachinova
Adelina Lachinova (* 10. Februar 2008) ist eine lettische Tennisspielerin.

## Karriere
2022 gewann Lachinova den Titel im Einzel der U14 bei der 61. Ausgabe des Orange Bowl in Coral Gables, wo sie im Halbfinale gegen die an Position zwei gesetzte Qu Yihan mit 7:63 und 6:4 und im Finale gegen die topgesetzte Hannah Klugman mit 6:1, 5:7 und 6:3 gewann.
2023 erhielt sie im Juli eine Wildcard für das Hauptfeld im Einzel der mit 60.000 US-Dollar dotierten Liepāja Open, wo sie in der ersten Runde gegen Olivia Tjandramulia mit 6:3, 4:6 und 0:6 verlor.
Lachinova spielt vor allem auf der ITF Women’s World Tennis Tour, wo sie bislang zwei Turniersiege im Einzel und einen im Doppel erringen konnte.
2024 erreichte sie im Oktober bei den mit 40.000 US-Dollar dotierten W50 Kayseri im Dameneinzel das Viertelfinale. Im Doppel scheiterte sie mit Partnerin Deniz Dilek bereits in der ersten Runde mit 5:7 und 4:6 an Çağla Büyükakçay und Radka Zelníčková.
2025 erhielt sie Mitte März eine Wildcard für die Qualifikation zum Hauptfeld im Dameneinzel der Megasaray Hotels Open, ihrem ersten Turnier der WTA 125-Serie, wo sie gegen Noma Noha Akugue mit 7:5, 2:6 und 0:6 verlor. Bei den eine Woche später ausgetragenen Megasaray Hotels Open II erhielt sie eine Wildcard für das Hauptfeld, wo sie ihre Erstrundenbegegnung gegen die topgesetzte Olga Danilović mit 1:6 und 3:6 verlor.
Lachinova spielt seit 2023 für die lettische Billie-Jean-King-Cup-Mannschaft, wo sie bislang von zwei Einzel und vier Doppel, wovon sie je ein Einzel und Doppel gewinnen konnte.

## Turniersiege

### Einzel
| Nr. | Datum         | Turnier | Kategorie | Belag     | Finalgegnerin | Ergebnis      |
| --- | ------------- | ------- | --------- | --------- | ------------- | ------------- |
| 1.  | 8. Juni 2025  | Kayseri | ITF W15   | Hartplatz | Alana Subasic | 6:4, 6:1      |
| 2.  | 29. Juni 2025 | Kayseri | ITF W15   | Hartplatz | Marie Villet  | 6:3, 2:6, 6:4 |

### Doppel
| Nr. | Datum         | Turnier | Kategorie | Belag     | Partnerin             | Finalgegnerinnen      | Ergebnis         |
| --- | ------------- | ------- | --------- | --------- | --------------------- | --------------------- | ---------------- |
| 1.  | 28. Juni 2025 | Kayseri | ITF W15   | Hartplatz | María Herazo González | Min Liu Edda Mamedowa | 4:6, 7:5, [10:5] |